# NGC 2115
NGC 2115 (również PGC 18001) – galaktyka spiralna (S0-a), znajdująca się w gwiazdozbiorze Malarza. Odkrył ją John Herschel 4 stycznia 1837 roku. Prawdopodobnie oddziałuje grawitacyjnie z sąsiednią galaktyką PGC 18002 (oznaczaną też NGC 2115A lub NGC 2115B).